# 142760 Csabai
142760 Csabai este un asteroid din centura principală de asteroizi.

## Descriere
142760 Csabai este un asteroid din centura principală de asteroizi. A fost descoperit pe 10 octombrie 2002 la Apache Point Observatory în cadrul programului Sloan Digital Sky Survey. Asteroidul prezintă o orbită caracterizată de o semiaxă mare de 2,57 ua, o excentricitate de 0,20 și o înclinație de 5,3° în raport cu ecliptica.